# The Best Damn Thing (Lied)
The Best Damn Thing ist ein Lied der kanadischen Sängerin Avril Lavigne, das im Juni 2008 in einigen europäischen Ländern als vierte und letzte Single aus ihrem im April 2007 veröffentlichten dritten Album The Best Damn Thing veröffentlicht wurde.
Das Lied wurde von Avril Lavigne und Butch Walker geschrieben und von Butch Walker produziert.

## Text und Musik
Daryl Sterdan vom Jam! beschrieb das Lied als ein Stück mit „Cheerleader-Beat“ und mit einem „Killer-Refrain“.
In der Bridge buchstabiert Avril Lavigne ihren Namen im Stil eines American-Football-Chants: „Give me an A“, „Give me a V“, …
Alex Macpherson vom The Guardian schrieb, dass Lavigne auf diesem Track „über die Periode singt“. (Lavigne singt: „Ich hasse es, wenn ein Kerl nicht versteht / Warum ich um eine gewisse Zeit des Monats seine Hand nicht halten will“.)

## Musikvideo
Das Musikvideo wurde am 28. Februar 2008 unter Regie von Wayne Isham gedreht und im April uraufgeführt. In diesem Video spielt Lavigne drei verschiedene Rollen/Charaktere: Die Anführerin der Cheerleader-Truppe namens Team Avril und zwei Sängerinnen/Musikerinnen, eine mit langen blonden Haaren und die andere mit einer kurzen rosa Perücke.
Avrils Bruder Matthew und ihre ehemaligen Bandmitglieder Evan Taubenfeld und Devin Bronson sind in diesem Musikvideo zu sehen.

## Rezeption
Das Lied erreichte Platz 64 in Deutschland. In den Vereinigten Staaten stieg es in der Woche vom 5. Mai 2007 auf Platz 7 der Billboard-Bubbling-Under-Hot-100-Charts.

### Charts und Chartplatzierungen
| ChartsChartplatzierungen       | Höchstplatzierung | Wochen |
| ------------------------------ | ----------------- | ------ |
| Deutschland (GfK)              | 64 (5 Wo.)        | 5      |
| Österreich (Ö3)                | 51 (5 Wo.)        | 5      |
| Vereinigte Staaten (Billboard) | 107 (1 Wo.)       | 1      |

### Auszeichnungen für Musikverkäufe
| Land/Region     | Auszeichnungen für Musikverkäufe (Land/Region, Auszeichnung, Verkäufe) | Verkäufe |
| --------------- | ---------------------------------------------------------------------- | -------- |
| Brasilien (PMB) | Platin                                                                 | 60.000   |
| Insgesamt       | 1× Platin ·                                                            | 60.000   |

Hauptartikel: Avril Lavigne/Auszeichnungen für Musikverkäufe